# Augustiniánský klášter v Olomouci
Augustiniánský klášter v Olomouci je někdejší klášter augustiniánských kanovníků v Olomouci, známý také jako klášter Všech svatých (latinsky Monasterium Canonicorum regularium Omnium Sanctorum in Olumucium) byl založen olomouckým administrátorem Janem Filipcem.

## Historie
Historie olomoucké kanonie začíná v době husitských válek, kdy byl v roce 1425 zničen klášter augustiniánů Lanškrouně a tamní kanovníci byli nuceni uprchnout z města. Po hledání vhodných podmínek v jiných komunitách nalezli nakonec útočiště v Olomouci. V roce 1434 se dočasně usadili poblíž tamní kartouzy s úmyslem brzkého návratu do Lanškrouna. Přesto se zde pravidelně konaly proboštské volby a poté, co se řádu podařilo zachránit majetek na Moravě, rozhodli se v Olomouci zůstat natrvalo. V roce 1492/93 jim olomoucký administrátor Jan Filipec daroval kapli Všech svatých na olomouckém předhradí, kterou sám založil.
Prvním představeným olomoucké komunity se v roce 1496 stal bývalý kanovník augustiniánského kláštera v Borovanech Jan Šťávka z Hodenic (též Johannes Boemo). Ten posledních dvanáct let žil jako vyslanec řádu v klášteře San Pietro in Ciel d'Oro v Pavii, kde se seznámil s řádovými zvyky a na tamní univerzitě vystudoval kanonické právo. Na jeho žádost udělil papež Alexandr VI. v roce 1500 byl souhlas se sjednocením olomouckého a lanškrounského kláštera a někdejší lanškrounský majetek přidělil novému olomouckému klášteru. Zároveň udělil proboštovi právo pontifikátu včetně nižšího svěcení a všechna práva, která měly ostatní královské kláštery na Moravě. Takto vzniklý olomoucký klášter augustiniánů byl začleněn do klášterní kongregace lateránských augustiniánských kanovníků a se spolubratry ze šternberské a fulnecké kanonie byl vytvořena řeholní provincie.
Úpadek kláštera nastal ve 30. letech 16. století, kdy se i do Olomouce rozšířilo luteránství a klášterní kázeň a věrnost církvi slábla. Po smrti probošta Civalliho v roce 1617 se klášter snažil získat kardinál František z Ditrichštejna pro vytvoření jezuitské koleje. Rozpuštění konventu se podařilo zabránit až po rozhodném zásahu olomouckého kanovníka a generálního vikáře Jana Arnošta Platýse z Plattenštejna. 
V době třicetileté války v roce 1643 byl klášter částečně vypálen a vydrancován Švédy.
Klášter Všech svatých získal mimořádný význam jako učená instituce. Několik jeho kanovníků bylo doktory teologie, někteří působili jako profesoři na olomoucké univerzitě.
- Někdejší převor Rudolf Pollinger (1634–1661) byl bakalářem teologie; Jako klášterní historik napsal dílo „Matricula sacri et apostolici ordinis Canononicorum Regularium S. Augustini... in suburbio Olomucensi ad sedes Omnium Sanctorum... coepta ano MDXXXVII. Rudophus Pollinger“.
- Kanovník Karl Laurenz Zimmermann, bakalář teologie, kaplan v Lanškrouně, napsal příběh o tamním klášteře.
- Raimund Žižka napsal disertační práci o Gloria universalis canonicorum regularium ordinis S. Augustini... et a celeberrima Canonia Olomoucensi ad Omnes Sanctos... particulari gloria adaucta (se soupisem několika augustiniánských klášterů, v nichž je uveden také Lanškroun jako samostatná komunita.) V roce 1763 je doložen jako děkan teologické fakulty olomoucké univerzity.

V roce 1784 v rámci josefínské církevní reformy byla olomoucká Nadace Všech svatých zrušena. Klášterní budova a kostel zpočátku sloužily jako skladiště pro armádu, než byly v roce 1808 zbořeny a na jejich místě byla do roku 1812 postavena kadetní škola.

## Probošti
- 1496–1510 Jan Šťávka z Hodenic; vypracoval stanovy upravující klášterní život a navázal úzké kontakty s kláštery ve Vídni, Kladsku a Roudnici.
- 1510–1511 Jiří Basilius Sowka
- 1511 Jan
- 1512 Mikuláš
- 1512 Řehoř
- 1514–1519 Valentýn
- 1520–1536 Štěpán
- 1539–1552 Tomáš
- 1558–1559 Jakub Strovar
- 1559–1564 Michael Lytmann
- 1566–1572 Ondřej
- 1572–1581 Klement Kocourek/Catulus. Zanedbával mnišskou kázeň i bohoslužby, zpronevěřil peníze, praktikoval nepotismus, nakonec byl odvolán z funkce
- 1582–1591 Martin Trinesius
- 1592–1612 Jan z Weitersfeldu, probošt z Fulneku, zlepšil hospodářskou situaci kláštera, získal statek v Lešanech a mlýn v Nezamyslicích a splatil část dluhů.
- 1612–1617 Jan Baptista Ciwalli
- 1617–1619 Matthias Jaretius, administrátor
- 1619 Jan Arnošt Platejs, jako generální vikář se vehementně zasazoval o zachování kláštera
- 1622–1632 Caesarius Nardus
- 1632–1641 Ondřej Orlík baron z Laziska, katedrální děkan v Olomouci
- 1642-1658 Alexander Ginanus de Pissauro, také probošt ve Fulneku a Šternberku
- 1658–1666 Baltazar Arnošt Korus z Kouřimi, za jeho funkčního období vznikl kopiář, do které děkan Andreas Sperlinck zaznamenával dokumenty, které se týkaly sporu o klášterní statut z let 1689–1694.
- 1666–1670 Bernhard Kruciger
- 1670–1685 Augustin Jiří Karásek, zastával významný post v moravské zemské správě. Za jeho funkčního období byla dokončena nová budova kláštera a kostela a také získal zpět ztracené statky ve Chvalkovicích (1681) a v Laškově (1683).
- 1685–1717 Ambrož Augustin Engelmann, vedl několik sporů s biskupem Karlem II. z Lichtenštejna-Kastelkornu, včetně  nezávislosti a práva vizitací.
- 1717–1722 Raimund Majer z Majersbachu
- 1722–1742 Maxmilián Alexandr Krboš z Uherského Hradiště
- 1743–1753 František Alexius Hájek (1693–1753) z Vysokého Mýta přispěl ke stavbě nového zámku v Nesamyslicích.
- 1754–1764 Dominik Baumann
- 1769–1784 Thaddäus Slavíček z Vyškova, poslední probošt kláštera Všech svatých. V roce 1762 získal doktorát s „Dissertatio de operabus Vincentii Lirinensis“. Byl členem olomoucké učené společnosti Societas incognitorum a několikrát rektorem olomoucké univerzity. Po zrušení kláštera se stal rektorem olomouckého generálního semináře založeného Josefem II.